# Kim Børgesen
Kim Børgesen (født 13. december 1945 i Hillerød, Danmark) er en dansk tidligere roer.
Børgesen var Danmarks repræsentant i singlesculler ved OL 1972 i München. Børgesen sluttede på en samlet 11. plads ud af 18 deltagere i konkurrencen.